# إروين رينجل
اروين رينجل (Erwin ringel بالألمانية ) ( 27 أبريل 1921- 28 يوليو 1994 ) هو طبيب نفساني و أخصائي أعصاب نمساوي . كرس حياته للحد من الانتحار ,وفي عام 1960 عرف متلازمة ما قبل الانتحار و في نفس العام انشأ الرابطة الدولية للوقاية من الانتحار .

## طفولته وسنوات حياته الأولى
بالرغم من ان والدي اروين قد عاشا سابقا في هواليرون – النمسا الا انه قد ولد في تيميسوارا – رومانيا
وفي عام 1926 انتقلت عائلته إلى فيينا مما منح اروين الصغير فرصة زيارة دار الاوبيرا الشهيرة بها و مسرح البورغ .

## جوائز و مراتب شرف
- 1961: جائزة كارل رينر فيينا لانجازاته في الحد من الانتحار
- 1985: رئيس فخري للرابطة الدولية للحد من الانتحار .
- 1986: صليب الشرف النمساوي للعلوم و الفن , الدرجة الأولى.
- 1986: الميدالية الذهبية لخدماته المقدمة لمدينة فيينا .
- 1988: ميدالية هانز برينز هورن .

## روابط خارجية
- إروين رينجل على موقع IMDb (الإنجليزية)
- إروين رينجل على موقع ميوزك برينز (الإنجليزية)